# Mordellistena intersecta
Mordellistena intersecta es una especie de coleóptero de la familia Mordellidae.

## Distribución geográfica
Habita en el paleártico: Europa y el Próximo Oriente.